# Regueb
Regueb (arabe : الرڨاب) est une ville du centre de la Tunisie située à 37 kilomètres au sud-est de Sidi Bouzid.
Elle constitue une municipalité créée le 7 mai 1979 et comptant 11 420 habitants en 2014. Elle est aussi le chef-lieu d'une délégation créée en 1956 de 58 776 habitants.

## Géographie
Regueb est située à 90 kilomètres de Sfax, 110 kilomètres de Kairouan et 90 kilomètres de la ville de Gafsa.

## Économie
L'économie de Regueb est essentiellement axée sur l'agriculture puisque 90 % de ses terres sont potentiellement exploitables. La région produit de l'huile d'olive, des produits maraîchers et des fruits.

## Enseignement
Regueb dispose de plusieurs établissements d'éducation se répartissant ainsi : 
- deux lycées secondaires ;
- un lycée secondaire privé ;
- trois collèges ;
- une école de métiers ;
- trois écoles primaires ;
- cinq jardins d'enfants.